# Alnashetri
Alnashetri cerropoliciensis
Genre
Espèce
Alnashetri (« cuisse mince ») est un genre éteint de petits dinosaures théropodes coelurosauriens de la super-famille des Alvarezsauroidea et de la famille des Alvarezsauridae.
Des restes fossiles d'un spécimen de ce genre ont été découverts dans la formation géologique de Candeleros datée du Cénomanien (Crétacé supérieur), sur le site de La Buitrera, dans la province de Río Negro, en Argentine. Ce genre contient une espèce unique, Alnashetri cerropoliciensis.

## Classification
Le cladogramme suivant montre la position phylogénétique de Alnashetri cerropoliciensis parmi les Alvarezsauridae, suivant l'étude menée par Makovicky, Apesteguía et Gianechini en 2012 :
|  | Albinykus baatar  |
|  |                   |
|  | Xixianykus zhangi |
|  |                   |

|  | Mononykus olecranus |
|  |                     |
|  | Shuvuuia deserti    |
|  |                     |

|  | Albinykus baatar  |
|  |                   |
|  | Xixianykus zhangi |
|  |                   |

|  | Mononykus olecranus |
|  |                     |
|  | Shuvuuia deserti    |
|  |                     |

|  | Albinykus baatar  |
|  |                   |
|  | Xixianykus zhangi |
|  |                   |

|  | Mononykus olecranus |
|  |                     |
|  | Shuvuuia deserti    |
|  |                     |

|  | Albinykus baatar  |
|  |                   |
|  | Xixianykus zhangi |
|  |                   |

|  | Mononykus olecranus |
|  |                     |
|  | Shuvuuia deserti    |
|  |                     |

|  | Albinykus baatar  |
|  |                   |
|  | Xixianykus zhangi |
|  |                   |

|  | Mononykus olecranus |
|  |                     |
|  | Shuvuuia deserti    |
|  |                     |

|  | Albinykus baatar  |
|  |                   |
|  | Xixianykus zhangi |
|  |                   |

|  | Mononykus olecranus |
|  |                     |
|  | Shuvuuia deserti    |
|  |                     |

|  | Albinykus baatar  |
|  |                   |
|  | Xixianykus zhangi |
|  |                   |

|  | Mononykus olecranus |
|  |                     |
|  | Shuvuuia deserti    |
|  |                     |

|  | Albinykus baatar  |
|  |                   |
|  | Xixianykus zhangi |
|  |                   |

|  | Mononykus olecranus |
|  |                     |
|  | Shuvuuia deserti    |
|  |                     |

|  | Albinykus baatar  |
|  |                   |
|  | Xixianykus zhangi |
|  |                   |

|  | Mononykus olecranus |
|  |                     |
|  | Shuvuuia deserti    |
|  |                     |

|  | Albinykus baatar  |
|  |                   |
|  | Xixianykus zhangi |
|  |                   |

|  | Mononykus olecranus |
|  |                     |
|  | Shuvuuia deserti    |
|  |                     |

|  | Albinykus baatar  |
|  |                   |
|  | Xixianykus zhangi |
|  |                   |

|  | Mononykus olecranus |
|  |                     |
|  | Shuvuuia deserti    |
|  |                     |

|  | Albinykus baatar  |
|  |                   |
|  | Xixianykus zhangi |
|  |                   |

|  | Mononykus olecranus |
|  |                     |
|  | Shuvuuia deserti    |
|  |                     |

|  | Albinykus baatar  |
|  |                   |
|  | Xixianykus zhangi |
|  |                   |

|  | Mononykus olecranus |
|  |                     |
|  | Shuvuuia deserti    |
|  |                     |

|  | Albinykus baatar  |
|  |                   |
|  | Xixianykus zhangi |
|  |                   |

|  | Mononykus olecranus |
|  |                     |
|  | Shuvuuia deserti    |
|  |                     |

|  | Albinykus baatar  |
|  |                   |
|  | Xixianykus zhangi |
|  |                   |

|  | Mononykus olecranus |
|  |                     |
|  | Shuvuuia deserti    |
|  |                     |

|  | Albinykus baatar  |
|  |                   |
|  | Xixianykus zhangi |
|  |                   |

|  | Mononykus olecranus |
|  |                     |
|  | Shuvuuia deserti    |
|  |                     |